# Le Triangle de l'Apocalypse

Le Triangle de l'Apocalypse (Bermuda-Dreieck Nordsee) est un téléfilm allemand réalisé par Nick Lyon et diffusé en 2011.
Le téléfilm a aussi été diffusé sous le titre français Péril en mer du Nord.

## Synopsis
Bermuda-Triangle de la mer du Nord prend le spectateur dans le monde spectaculaire du réchauffement climatique causé par les émissions de dioxyde de carbone et de son immersion sous les fonds marins de la mer du Nord, qui est, en période de changement climatique, avant-gardiste et en termes d'argent, une entreprise lucrative. Mais est-il sûr?

## Fiche technique
- Titre allemand : Bermuda-Dreieck Nordsee
- Réalisation : Nick Lyon
- Scénario : Simon X. Rost, Derek Meister et Nikolaus Kraemer
- Photographie : Peter Krause
- Durée : 127 min

## Distribution
- Hannes Jaenicke (VF : Guillaume Orsat) : Tom Jaeger
- Bettina Zimmermann : Marie Nicklas
- Karoline Eichhorn : Hannah Wensberg
- Josefine Preuß : Sara Wensberg
- Max Herbrechter (de) : Michael Bühring
- Kai Lentrodt (de) : Sven Pörkens
- Gudrun Landgrebe : Claudia Schelking
- Dirk Heinrichs (de) : Stefan Sinzki
- Hannes Hellmann (de) : Torben Karlsberg
- Rainer Sellien (de) : Claas Jensen
- Peter Prager (de) : Pr Conrad « Conny » Petersen
- Winfried Hübner (de) : Hollmann
- Bernadette Heerwagen : Britt Pörkens
- Niels Bruno Schmidt (de) : Rick
- Paul Maximilian Schüller (de) : Hennes

 Source et légende : version française (VF) sur RS Doublage